# Kim Go-eun

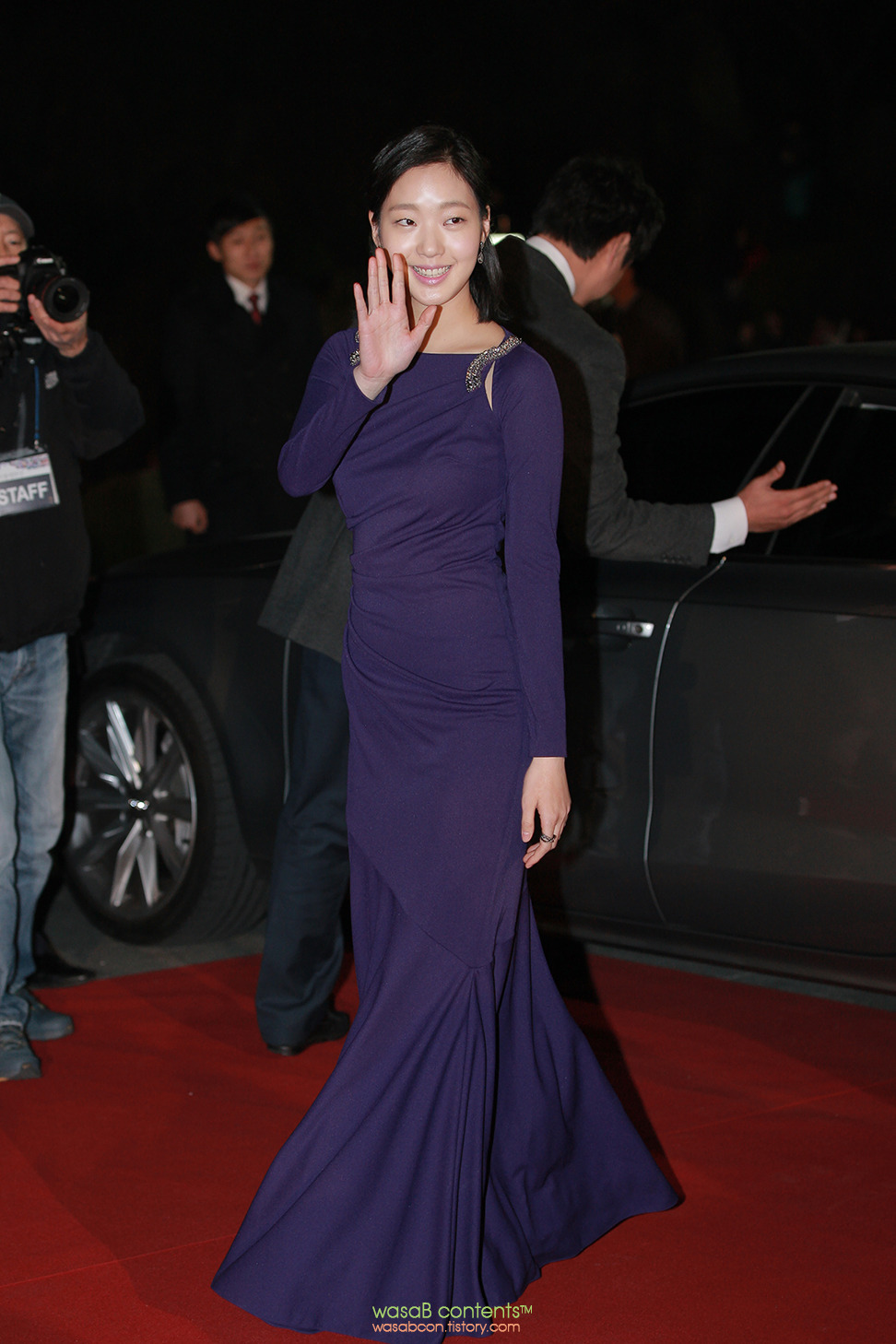
Kim Go-eun w 2013 roku

Kim Go-eun (kor. 김고은, ur. 2 lipca 1991 w Seulu) – południowokoreańska aktorka. Zadebiutowała w filmie Eungyo (2012), za który zdobyła kilka nagród dla najlepszej nowej aktorki w Korei Południowej. Znana jest również z ról w serialach telewizyjnych Cheese in the Trap (2016), Goblin (2016–2017), Yumi's Cells (2021–2022) i Trzy małe kobietki (2022), a także z filmów Coin Locker Girl (2015), Hero (2022) i Exhuma (2024).

## Życiorys

### Dzieciństwo i edukacja
Kim Go-eun urodziła się w Seulu, w Korei Południowej. W 1994 roku, w wieku trzech lat, przeprowadziła się z rodziną do Pekinu w Chinach. Mieszkała tam przez 10 lat, co sprawiło, że biegle posługuje się mandaryńskim. Po wielokrotnym obejrzeniu filmu Together w reżyserii Chen Kaige, postanowiła, że chce zostać reżyserką filmową, a do teatru trafiła przez przypadek. Po powrocie do Korei Południowej uczęszczała do Kaywon High School of the Arts, a następnie studiowała dramat na Korea National University of Arts.

### 2012:A Musei uznanie krytyków
W 2012 roku znalazła się w centrum zainteresowania mediów, gdy została obsadzona w roli Eun-gyo, 17-letniej uczennicy, która budzi pożądanie dwóch mężczyzn, w filmie Eungyo (A Muse). Jej występ zdobył wówczas wszystkie najważniejsze nagrody dla „Najlepszej Nowej Aktorki”.
21-letnia Kim Go-eun nigdy wcześniej nie pojawiła się w filmie ani serialu telewizyjnym, nawet w drobnej roli; wcześniej występowała jedynie w produkcjach studenckich lub szkolnych przedstawieniach. Poznała reżysera filmu Eungyo (A Muse), Jung Ji-woo, poprzez krąg znajomych i nawet nie wiedziała, że odbywają się przesłuchania do filmu. „Skończyło się na tym, że wzięłam udział w przesłuchaniu po rozmowie z reżyserem. Nie miałam nawet czasu na przygotowanie” – wspominała. Została wybrana spośród około 300 aktorek, które ubiegały się o tę rolę. Jung powiedział, że Kim dojrzała podczas pracy nad filmem, dodając: „Jej wyraz twarzy w ostatnich scenach filmu jest uderzająco inny niż na początku. Chciałem uchwycić momenty, kiedy zdaje sobie sprawę, jak jest cenna dla siebie i innych”, podkreślając, że pokazała cechy, które można znaleźć tylko u kogoś, kto nie jest świadomy swojej własnej urody i tego, do czego jest zdolny.
Opisując swoje uczucia związane z zawodem, powiedziała: „Kiedy po raz pierwszy stanęłam na scenie, byłam tak zdenerwowana, że pomyślałam, że będzie to bardzo trudne, jeśli będę musiała to robić do końca życia. Ale od drugiego występu czułam się jak w ekstazie, jakbym miała skrzydła na plecach, i nigdy nie chciałam zejść ze sceny. Kontynuuję aktorstwo, ponieważ chcę trzymać się tego uczucia”. Odnosząc się do swojej decyzji o ograniczeniu występów w reklamach, powiedziała: „Nigdy nie myślałam o swoim wizerunku ani potencjalnych kontraktach reklamowych przy wyborze kolejnego projektu filmowego. Martwię się tym, jaki wpływ mój udział w reklamach miałby na moje role”.

### 2013–2015: przerwa i powrót do aktorstwa
PPomimo wielu ofert po filmie A Muse, zdecydowała się zrobić przerwę od aktorstwa i wróciła na studia, aby ukończyć swój dyplom. Powróciła na ekran w 2014 roku, pokazując swoją wszechstronność w thrillerze Monster, gdzie zagrała kobietę z niepełnosprawnością intelektualną, której młodsza siostra zostaje zamordowana przez bezwzględnego seryjnego mordercę; jej żal i gniew prowadzą ją niemal do obłędu, a ona planuje swoją zemstę.
W 2015 roku Kim Go-eun wraz z Kim Hye-soo zagrała w thrillerze Coin Locker Girl, opartym na japońskiej powieści z 1980 roku zatytułowanej Coin Locker Babies. Została zaproszona na Festiwal Filmowy w Cannes w 2015 roku wraz z reżyserem i obsadą tego filmu, co było jej pierwszą wizytą na tym festiwalu. Następnie wystąpiła w kostiumowym dramacie sztuk walki Memories of the Sword, gdzie zagrała u boku swojej wieloletniej idolki, aktorki Jeon Do-yeon. Kolejnym filmem w jej dorobku był dramat sądowy The Advocate: A Missing Body, w którym zagrała agresywną prokurator. Wystąpiła również w filmie Canola, opowiadającym o ponownym spotkaniu dziewczyny z jej babcią, grając u boku doświadczonej aktorki Youn Yuh-jung.

### Od 2016: Debiut telewizyjny i wzrost popularność

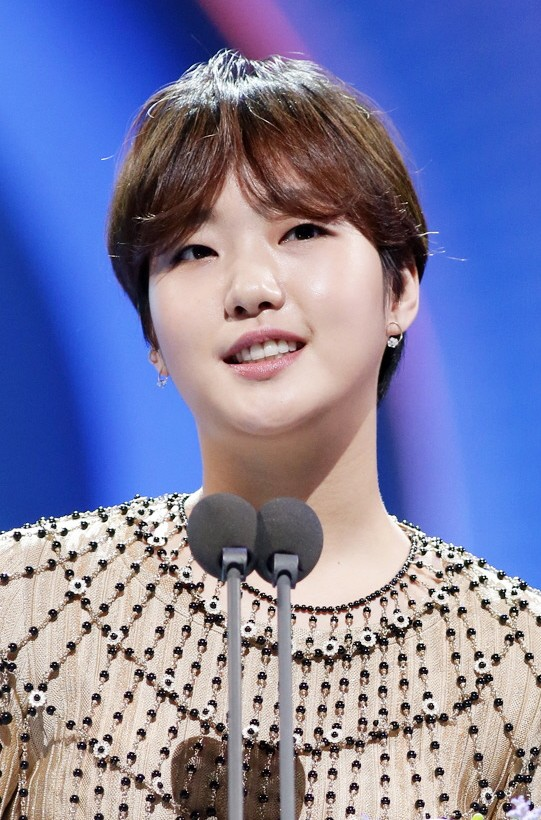
Kim Go-eun w 2016 roku

zadebiutowała w telewizji w popularnym serialu Cheese in the Trap, opartym na webtoonie o tym samym tytule. W ramach ścieżki dźwiękowej do dramatu również udzieliła swojego głosu w utworze „Attraction” zespołu Tearliner. Za swój występ Kim otrzymała nagrodę Baeksang Arts Award w kategorii „Najlepsza nowa aktorka telewizyjna”. W 2016 roku zagrała w wielkim hicie Goblin autorstwa Kim Eun-sook, gdzie wystąpiła u boku Gong Yoo. Serial okazał się wielkim sukcesem w całej Azji, zdobywając uznanie krytyków i stając się zjawiskiem kulturowym w Korei Południowej. Goblin był również pierwszym koreańskim dramatem kablowym, który przekroczył 20% oglądalności, a do czerwca 2021 roku plasował się na piątym miejscu w rankingu najwyżej ocenianych koreańskich dramatów w historii telewizji kablowej.
W 2018 roku Kim Go-eun zagrała drugoplanową rolę w filmie Sunset in My Hometown w reżyserii Lee Joon-ika. Aby wcielić się w postać wiejskiej dziewczyny, przytyła 8 kg i nauczyła się lokalnego dialektu. W tym samym roku została obsadzona w filmie Tune in for Love.
W 2019 roku została obsadzona w fantastycznym dramacie The King: Eternal Monarch. SSerial był wyczekiwany z dużym zainteresowaniem ze względu na imponującą obsadę, renomowaną scenarzystkę, szeroko zakrojoną promocję oraz budżet produkcyjny przekraczający 30 miliardów wonów (25 milionów dolarów). Pierwszy odcinek ustanowił rekord dla SBS, osiągając najwyższe wyniki oglądalności dla premiery dramatu emitowanego w piątki i soboty, a serial utrzymywał pierwsze miejsce na cotygodniowej liście dramatów na platformie Wavve przez osiem kolejnych tygodni. Mimo to, The King: Eternal Monarch spotkał się z krytyką za scenariusz i skomplikowaną fabułę, co wpłynęło na niższą niż oczekiwana popularność w Korei.

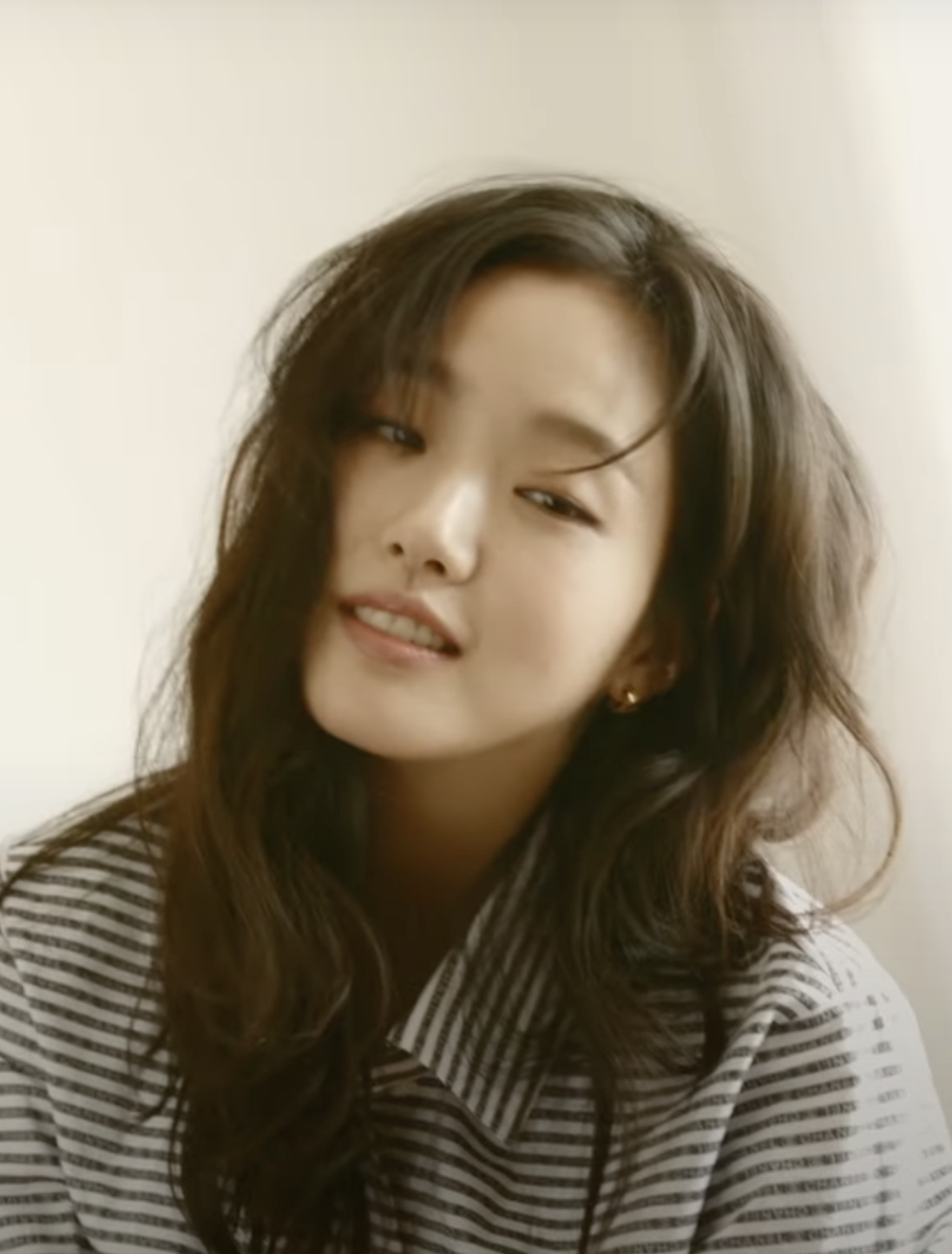
Kim Go-eun w 2020 roku

W tym samym roku Kim Go-eun została obsadzona w pierwszym w historii Korei Południowej filmie musicalowym Hero, opartym na popularnym musicalu scenicznym o tym samym tytule. Film opowiada o życiu aktywisty na rzecz wolności, An Jung-geuna, oraz jego zamachu na Itō Hirobumiego, pierwszego premiera Japonii i rezydenta generalnego kolonizowanej Korei. Wciela się w rolę byłej gungnyeo (dwórki królewskiej), która przeszła na stronę japońską jako gejsza, by ostatecznie dołączyć do koreańskiego ruchu niepodległościowego. Premiera filmu była pierwotnie zaplanowana na lipiec 2020 roku, jednak została opóźniona z powodu pandemii COVID-19. Ostatecznie Hero został wydany w grudniu 2022 roku, zarabiając ponad 24 miliony dolarów na krajowym rynku, co uczyniło go szóstym najbardziej dochodowym filmem w Korei Południowej w 2022 roku.
W latach 2021 i 2022 wystąpiła komedii romantycznej Yumi's Cells, będącej serialem telewizyjnym tvN, zrealizowanym na podstawie webtoonu o tym samym tytule. Serial spotkał się z pozytywnym odbiorem i rezonował z widzami; magazyn NME umieścił go na liście 10 najlepszych koreańskich dramatów 2021 roku. W szczególności rola Kim spotkała się z szerokim uznaniem; India Today określił jej występ jako „nieskazitelny”, a Cosmopolitan Philippines nazwał Kim „kameleonem... [która] potrafi stworzyć świetną postać z każdej swojej roli”.
Również w 2022 roku zagrała w serialu telewizyjnym Trzy małe kobietki, na podstawie powieści Louisa May Alcott o tym samym tytule. Opowiada historię trzech sióstr, które po nieoczekiwanym incydencie próbują wyjść z ubóstwa i stają w konflikcie z jedną z najbogatszych i najbardziej wpływowych rodzin w kraju. Serial zdobył doskonałe 100% ocen na platformie agregującej recenzje Rotten Tomatoes. Otrzymała szerokie uznanie krytyków za rolę najstarszej siostry, On In-ju.
2024 roku zagrała u boku aktora Choi Min-sika w thrillerze Exhuma, w którym wciela się w rolę szamankę. Film miał premierę na 74. Międzynarodowym Festiwalu Filmowym w Berlinie, gdzie był prezentowany w sekcji Forum. W pierwszy weekend po premierze zajął pierwsze miejsce w kinach w Korei Południowej i osiągnął 5 milionów widzów w rekordowe 10 dni. Do 8 maja 2024 roku Exhuma zarobił 95 milionów USD w kinach i przekroczył 11 milionów widzów; jest to 6. najbardziej dochodowy film krajowy wszech czasów w Korei Południowej oraz najbardziej dochodowy film roku 2024. Kim Go-eun otrzymała entuzjastyczne recenzje zarówno od krytyków, jak i fanów. Korea Herald wychwalał jej „znakomite aktorstwo”, nazywając ją „doświadczoną aktorką”, która „oczarowała publiczność swoimi budzącymi grozę piosenkami, wyroczniami i modlitwami”. Za swój występ zdobyła nagrodę dla najlepszej aktorki (filmowej) na 60. Baeksang Arts Awards, najbardziej prestiżowej ceremonii wręczenia nagród rozrywkowych w Korei Południowej.

## Filmografia

### Filmy
| Rok  | Tytuł                        | Rola               | Uwagi           |
| ---- | ---------------------------- | ------------------ | --------------- |
| 2012 | Yeong-a                      | Yeong-a            | Krótkometrażowy |
| 2012 | A Muse                       | Han Eun-gyo        |                 |
| 2012 | Comfort                      | Eun-hye            | Krótkometrażowy |
| 2013 | Neverdie Butterfly           | Moon Soo-yeon      | Cameo           |
| 2014 | Monster                      | Bok-soon           |                 |
| 2015 | Coin Locker Girl             | Il-young           |                 |
| 2015 | Memories of the Sword        | Seol-hee / Hong-yi |                 |
| 2015 | The Advocate: A Missing Body | Jin Sun-mi         |                 |
| 2016 | Canola                       | Hye-ji             |                 |
| 2018 | Sunset in My Hometown        | Sun-mi             |                 |
| 2019 | Hit-and-Run Squad            | Znajomy Min-jae    | Cameo           |
| 2019 | Tune in for Love             | Kim Mi-soo         |                 |
| 2020 | Untact                       | Soo-jin            | Krótkometrażowy |
| 2022 | Hero                         | Seol-hee           |                 |
| 2024 | Dog Days                     | Soo-jeong          | Cameo           |
| 2024 | Exhuma                       | Hwa-rim            |                 |
| 2024 | Love in the Big City         | Jae-hee            |                 |

### Seriale telewizyjne
| Rok       | Tytuł                     | Rola                | Uwagi     |
| --------- | ------------------------- | ------------------- | --------- |
| 2016      | Cheese in the Trap        | Hongkong Seol       |           |
| 2016–2017 | Goblin                    | Ji Eun-tak          |           |
| 2020      | The King: Eternal Monarch | Jung Tae-eul / Luna |           |
| 2021–2022 | Yumi's Cells              | Kim Yumi            | Sezon 1–2 |
| 2022      | Trzy małe kobietki        | Och In-ju           |           |